# توم لي
توم لي (بالإنجليزية: Tom Lee)‏ هو سياسي أمريكي، ولد في 21 يناير 1962 في سان أنطونيو في الولايات المتحدة. حزبياً، نشط في الحزب الجمهوري. وقد انتخب عضو مجلس ولاية فلوريدا.